# Jaciment de Can Morató
Can Morató és un jaciment arqueològic que es troba al Llagostera (Gironès), inclòs a l'Inventari del Patrimoni Arqueològic i Paleontològic de Catalunya.
Es situa a la franja humida que hi ha entre els darrers contraforts del massís de les Gavarres i la plana de Llagostera, als camps de conreu al sud de la masia de Can Morató (a la zona de Panedes).

## Descobriment i història de les intervencions arqueològiques
Fou descobert el 1989 pel Sr. Emili Soler (membre del Museu Arqueològic municipal de Llagostera). Gran part del fons d'aquest museu s'ha inventariat i fotografiat pel personal del Museu d'Arqueologia de Sant Pere de Galligants de Girona.

## Troballes
S'han trobat vestigis en alguns punts de fa uns 100.000 anys al nord del terme, en Can Morató i també al sector del veïnat de Bruguera, a quatre quilòmetres de la vila de Llagostera. Correspon aquest moment a l'aparició de l'home de Neanderthal (Homo neanderthalensis), al Paleolític Inferior i al Paleolític mitjà.
El registre material comprèn una vintena de còdols de roca dura tallats, comptant entre els més abundants els choppers, chopping tools i bifacials. A partir del material es conclou que el conjunt pertany al Paleolític inferior Mitjà.
Algunes de les peces es troben en molt bon estat de conservació, fet que podria indicar que han estat poc temps en superfície i que, per tant, a mesura que es realitzen tasques agrícoles de remoció el material va aflorant.